# Zwieselauer Waldbahn
| Zwieselauer Waldbahn   | Zwieselauer Waldbahn |
| Geografische Daten     | Geografische Daten   |
| ---------------------- | -------------------- |
| Kontinent              | Europa               |
| Land                   | Deutschland          |
| Bundesland             | Bayern               |
| Streckenbezogene Daten |                      |
| Streckenlänge:         | 14,5 km              |
| Spurweite:             | 600 mm (Schmalspur)  |
|                        |                      |

Die Zwieselauer Waldbahn war eine für den Holztransport geschaffene schmalspurige Waldbahn im Bayerischen Wald zwischen Oberzwieselau und Buchenau.

## Bau und Verlauf
Am 4. Juli 1929 verwüstete ein Orkan die Wälder im Zwieseler Winkel. Zwecks Abtransport der riesigen Holzmassen entschloss sich die Gutsverwaltung des Grafen Mellin in Oberzwieselau, dem erfolgreichen Beispiel der Spiegelauer Waldbahn zu folgen und ebenfalls eine Holztransportbahn zu bauen. Bereits am 20. September 1929 wurde ein entsprechender Antrag von der Deutschen Reichsbahn-Gesellschaft genehmigt.
Dazu musste der an der Bahnstrecke Zwiesel–Grafenau gelegene Bahnhof Zwieselau erweitert werden. Zu den bereits vorhandenen Streckengleis, Überholgleis und Ladegleis kamen ein Abstellgleis von 180 Metern Länge, ein weiteres Gleis von 320 Metern Länge, drei Weichen und eine Gleiswaage mit 40 Tonnen Tragfähigkeit.
Neben diesen Normalspur-Gleisen wurden die Schienen der Waldbahn mit einer Spurweite von 600 Millimetern verlegt. Im Einzelnen waren es zwei Hauptgleise mit 75 und 175 Metern, zwei Lagerplatzgleise mit 79 und 40 Metern und zwei jeweils 98 Meter lange Zuggleise. Unmittelbar nach dem Streckenanfang wurde eine Brücke über den  Kleinen Regen gebaut, welche als eines der ganz wenigen Überbleibsel der Zwieselauer Waldbahn vorhanden ist.
Die Vereinigten Stahlwerke AG Hütte Ruhrort Meiderich lieferten die Schienen, die Baufirma Walther Weiß besorgte den Bau der Strecke. Sie begann in 593,65 Metern Höhe am Bahnhof Zwieselau und erreichte ihre größte Höhe neun Kilometer entfernt in 764 Metern beim heute nicht mehr vorhandenen Weiler Hirschbach, wo sich jetzt die Trinkwassertalsperre Frauenau befindet. Ein drei Kilometer langer Nebenast führte 842 Meter jenseits der Regenbrücke nach Kiesau bei Pochermühle, wo ein Bahnhof mit einem Stichgleis, einem durchgehenden und einem Überholgleis eingerichtet worden war. Eine 1,5 Kilometer lange, nur kurze Zeit betriebene Stichstrecke verlief zum Ziegelstadl und eine weitere Stichstrecke von einem Kilometer nach Buchenau.

## Betrieb
Im Jahr 1930 wurde die Strecke in Betrieb genommen. Das Rollmaterial bestand aus einer Dampflokomotive der Firma Orenstein & Koppel, zwei Diesellokomotiven der Firma Deutz, je 30 Güterwagen für Meterholz und für Langholz sowie vier, später fünf Materialwagen. Vorübergehend half eine Dampflok der Spiegelauer Waldbahn aus, zeitweise kam eine weitere Dampflok zum Einsatz. Von den beiden Dieselloks verschwand eine schon in den 30er-Jahren. 
Normalerweise zog eine Lok acht Wagen. Das Personal bestand aus einem Lokführer und vier Bremsern, später wurde zusätzlich ein Heizer beschäftigt. Ein äußerst kompliziertes Abhänge-, Schiebe- und Ankupplungsmanöver war die Überwindung der Spitzkehre am Pommerbach, wo nur jeweils vier Wagen mit der Lokomotive Platz hatten.
Die Stichbahn zur Pommermühle wurde 1932 aufgelassen. Die Zwieselauer Waldbahn transportierte weiterhin jahrelang Holz nicht nur für die Gutsverwaltung in Oberzwieselau, sondern auch für die Staatliche Forstverwaltung. Nach 1954 wurde sie nur noch von der Gutsverwaltung benutzt. 1955 baute man die Stichbahn nach Buchenau ab.
1958 brachte das Ende des Bahnbetriebes. Die Dampflok verkaufte man an einen Amerikaner, der Lokschuppen wurde bei den Dreharbeiten zum Spielfilm Nacht fiel über Gotenhafen abgebrannt. Ab 1960 baute man die Strecke ab, einige Schienen sind noch heute in Form von Zäunen erhalten.